# Groß Godems
Groß Godems är en kommun och ort i Landkreis Ludwigslust-Parchim i förbundslandet Mecklenburg-Vorpommern i Tyskland.
Kommunen ingår i kommunalförbundet Amt Parchimer Umland tillsammans med kommunerna Domsühl, Karrenzin, Lewitzrand, Obere Warnow, Rom, Spornitz, Stolpe, Ziegendorf och Zölkow.